# Președintele Rusiei
Președintele Federației Ruse, numit mai simplu Președintele Rusiei (în rusă Президент России) este șeful statului, ocupantul celei  mai importante funcții executive în Rusia. Puterea executivă este împărțită între președinte și primul-ministru, care este șeful guvernului. De la destrămarea Uniunii Sovietice, numai patru personalități au fost alese în această înaltă funcție. Președintele este ales pentru un mandat de șase ani, prin vot direct de toți cetățenii ruși cu drept de vot.

## Condițiile pe care trebuie să le îndeplinească un candidat președinție
Condițiile pe care trebuie să le îndeplinească o persoană pentru a deveni președinte sunt stabililte de Constituția Rusiei. Președintele trebuie să fie cetățean rus, (poate fi și naturalizat), trebuie să aibă cel puțin 35 de ani și trebuie să fi locuit în Rusia pentru o perioadă de cel puțin 10 ani înaintea alegerilor. 

## Îndatoriri
Președintele este șeful statului și principala sa îndatorire este apărarea și păstrarea drepturilor și libertăților poporului rus, drepturi și libertăți garantate de Constituția Rusiei. Președintele este cel care determină politica internă și externă a guvernului. Președintele este și comandatul suprem al armatei. 
Președintele este împuternicit să decerneze decorații de stat, să rezolve problemele legate de emigrație și este singurul care poate acorda grațieri. 

## Însemnele oficiale ale funcției
După depunerea jurământului oficial de către nou alesul președinte, acesta primește însemnele oficiale ale președinției. Acestea sunt folosite pentru afișarea rangului funcției în diferite ocazii speciale. 

### Colanul
Primul însemn care este desemnat pentru funcția prezidențilală este colanul cu emblemă. Elementrul central al emblemei este o cruce roșie cu brațe egale, pe care este asezată stema Rusiei. Crucea și colanul din aur sunt conectate prin intermediul a nouă elemente de forma stemei Rusiei și alte opt rozete având înscrise deviza "Valoare, muncă și glorie", aceeași care este trecută și pe spatele crucii centrale. În cadrul ceremoniei oficiale de investire a președintelui Vladimir Putin, colanul a fost așezat pe o pernă roșie, aflată la stânga podiumului oficial. În conformitate cu pagina oficială a președintelui, colanul este păstrat în reședința oficială a șefului statului, Kremlinul.

### Drapelul
Drapelul este o versiune pătrată a steagului național, care are plasată în centru stema Rusiei. Drapelul este împodobit cu ciucuri aurii pe margine. Copii ale drapelului prezidențial sunt plasate în biroul șefului statului din Kremlin, în diferitele birouri ale agențiilor statului și pe mașina oficială cu care se deplasează cel mai important funcționar al statului. O variantă a drapelului cu proporțiile 2:3 este utilizată când președintele se deplasează pe mare. Drapelul este simbolul cel mai utilizat pentru a denota prezența președintelui în zonă.

### Copia specială a Constituției

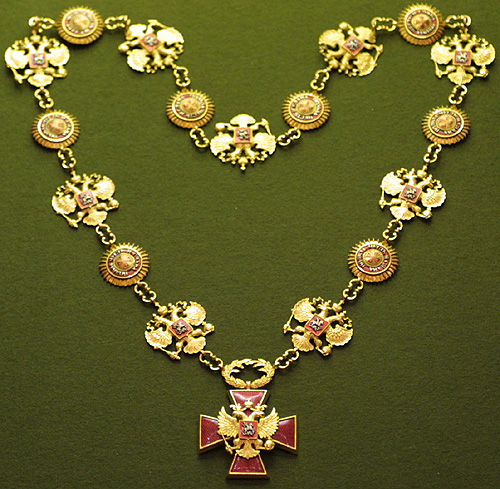
Colanul prezidențial

În păstrarea președintelui se află și o copie a Constituției Rusiei, care este folosită în timpul ceremoniei de investire. Această copie este o ediție de lux, cu coperți roșii și cu literele aurite, cu stema statului argintie. Copia specială a Constituției este păstrată în Biblioteca Prezidențială, aflată în Kremlin. 

## Jurământul de credință
Candidatul care este ales în cea mai înaltă funcție din stat trebuie să depună jurământul de credință în timpul investirii:
| “ | În timpul îndeplinirii datoriilor de Președinte al Federației Ruse, jur să respect și să apăr drepturile și libertățile tuturor cetățenilor, să respect și să protejez Constituția Federației Ruse, să apăr suveranitatea și independența, securitatea și integritatea statului și să slujesc cu credință poporul. | ” |

## ListapreședințilorFederației Ruse
Această listă este generată cu date din Wikidata și este actualizată periodic de un robot.
 Editările făcute în listă vor fi șterse la următoarea actualizare!
| Foto | Nume            | Începutul mandatului  | Sfârșitul mandatului |
| ---- | --------------- | --------------------- | -------------------- |
|      | Boris Elțin     | 1991-07-10            | 1999-12-31           |
|      | Vladimir Putin  | 2000-05-07 2012-05-07 | 2008-05-07           |
|      | Dmitri Medvedev | 2008-05-07            | 2012-05-07           |